# ハインリヒ・ボイク
ハインリヒ・ボイク(ドイツ語: Heinrich Boigk、1912年10月30日 - 2003年3月28日)は、ドイツの軍人。最終階級は陸軍予備役少尉。第二次世界大戦では第28猟兵師団第49猟兵連隊に所属し、柏葉付騎士鉄十字章を受けた。

## 叙勲
- 鉄十字章
  - 二級鉄十字勲章1939年章 (1940年6月27日)[1]
  - 一級鉄十字勲章1939年章 (1941年9月29日)[1]
- 戦傷章
  - 戦傷章黒章
  - 戦傷章銀章
- 1941年/1942年東部戦線冬季戦記章
- クリミア盾章
- 騎士鉄十字章
  - 騎士鉄十字章 (1943年5月5日)[2]
  - 柏葉付騎士鉄十字章 (1944年1月18日)[3]